# Марко Нікодієвич
Марко Нікодієвич (серб. Марко Никодијевић, сербохорв. Marko Nikodijević, 4 січня 1980 Суботиця, Сербія) — сербський композитор.

## Біографія
Марко Никодієвич вивчав композицію в Белградському університеті мистецтв у Зорана Еріча та Срджана Хофмана в період з 1995 по 2003 рік. Одночасно він відвідував курси з нелінійної математики та фізики. Згодом виїхав до Штутгарта, де вивчав композицію у Марко Строппи в Штутгартській вищій школі музики і театру з 2003 по 2005 рік. У 2008 та 2009 роках брав приватні уроки теорії музики у Бернда Асмуса. Відвідував майстеркласи в Апелдорні, Вісбю, Веймарі, Амстердамі, Зальцведелі та Баден-Бадені. У 2012-2013 рр. був резидентом у Cité Internationale des Arts у Парижі. 
Його музика виконується на таких фестивалях, як Musikprotokoll (Австрія), Huddersfield Contemporary Music Festival (Велика Британія), Heidelberger Frühling, Варшавська осінь (Польща), Wittener Tage für neue Kammermusik (Німеччина), Дні музики в Донауешінґені, Musica (Страсбург, Франція) та такими колективами, як Asko | Шенберг ансамбль, recherche, Ensemble Intercontemporain, Nieuw Ensemble, Nouvel Ensemble Moderne, Симфонічний оркестр Штутгартського радіо, Базельський Камерний оркестр, Brandenburger Symphoniker. 
Був удостоєний кількох премій, включаючи композиторську премію Бранденбурзького бієнале, Першу премію Міжнародного конкурсу композиторів «Гаудеамус» у 2010 році за твір cvetić, kućica ... / la lugubre gondola, Спонсорську нагороду Премія Ернста Сіменса 2013 року, Deutscher Musikautorenpreis з GEMA (категорія Молодий талант) у 2014 році.

## Творчість
У своїх творах Марко Нікодієвич використовує математичні методи (фрактали), спектральний аналіз та поєднує традиційні інструменти з генерованими за допомогою комп’ютера звуками, включаючи елементи техно музики. Багато його творів отримують матеріал частково або повністю із існуючої музики, стиснутої та розтягнутої за допомогою комп'ютерної обробки: music box / selbt portrait використовує як джерела твори Д. Лігеті, створені за допомогою алгоритмів та фрактальних обчислень, cvetić, kućica. .. / la lugubre gondola базується на фортепіанному творі Ф. Ліста (La lugubre gondola, 1883), а в камерній опері Vivier – Ein Nachtprotokoll знаходимо елементи музичної мови канадського композитора Клода Вів'є. 
У 2018 році був одним із запрошених композиторів фестивалю та академії Ircam’у ManiFeste.
Твори Нікодієвича видає Ганс Сікорський.

## Список творів
- 2019: da ispravitsja/gebetsraum mit nachtwache для орrестру, 20', Sikorski
- 2019: quartetto d'archi n°2 для струнного квартету, 13', Sikorski
- 2018: FROM WITHIN... для великого ансамблю, sculpture LED та електроніки, 1 h 10', Sikorski [program note]
- 2017: abgesang для сопрано з оркестром, 19', Sikorski
- 2017: dies secundus для ансамблю, 07', Sikorski
- 2016: ABSOLUTIO Постлюдія для оркестру, 17', Sikorski
- 2016: endlos die nacht / senza ritorno для квартету гітар та електроніки, 10', Sikorski
- 2016: tiefenrausch струнний квартет n° 1, 11', Sikorski
- 2015: grid / index [III] для ансамблю, 10', Sikorski
- 2015: nestajanje / raum mit klagelied Aria concertante, для кларнета, камерного оркестру та електроніки, 11', Sikorski
- 2014: K-hole /schwarzer horizont для ансамблю та електроніки, 17 mn
- 2014: VIVIER. Ein Nachtprotokoll камерна опера в шести сценах, для солюючих голосів, хору та ансамблю, 1 h 30', Sikorski
- 2014: grid / index [II] для ансамблю та електроніки, 16', Sikorski
- 2013: prituri sa planinata / plač, tmina, odjek для контральто, ансамблю та електроніки, 07', Sikorski
- 2012: gesualdo dub / raum mit gelöschter figur для фортепіано та ансамблю, 18', Sikorski
- 2012: ketamin / schwarz Drone, для ансамблю та електроніки, 16', Sikorski
- 2011: GHB / tanzggregat для оркестру, 06', Sikorski
- 2011: gesualdo abschrift / antiphon super o vos omnes для ансамблю та електроніки, 19', Sikorski
- 2011: grid / index для фортепіано, ударних та електроніки, 13', Sikorski
- 2009: cvetić, kućica ... / la lugubre gondola Trauermusik nach Franz Liszt для оркестру, 17', Sikorski
- 2007: exaudi / Bruckner abglanz Мотет для мецо-сопрано, дитячих голосів та оркестру, 10', Sikorski
- 2005: chambres des ténèbres / tombeau de Claude Vivier для ансамблю, 13', Sikorski
- 2003: music box / selbstportrait mit Ligeti und Strawinsky (und Messiaen ist auch dabei) для ансамблю, 10', Sikorski
- 2003: sadness / untitled для фортепіано, 05', Sikorski